# Mistrzostwa Europy w Piłce Ręcznej Kobiet 2010 (składy)
Artykuł grupuje składy wszystkich reprezentacji narodowych w piłce ręcznej, które wystąpiły w Mistrzostwach Europy 2010.
- Przynależność klubowa w trakcie sezonu 2010–11.
- Legenda:
Nr – numer zawodniczki
B - bramkarka
O - obrotowa
R – rozgrywająca
S – skrzydłowa

## Grupa A

### Dania
Trener:  Jan Pytlick
| Nr | Imię i nazwisko       | Data urodzenia (wiek) | Wzrost (cm) | Klub                    | Pozycja |
| -- | --------------------- | --------------------- | ----------- | ----------------------- | ------- |
| 1  | Mette Melgaard        | 03.06.1980 (30)       | 170         | Randers HK              | O       |
| 3  | Maibritt Kviesgård    | 15.05.1986 (24)       | 171         | SK Århus                | S       |
| 4  | Susan Thorsgaard      | 13.10.1986 (24)       | 188         | FC Midtjylland Håndbold | O       |
| 5  | Mie Augustesen        | 19.08.1988 (22)       | 175         | Randers HK              | S       |
| 9  | Camilla Dalby         | 15.05.1986 (24)       | 178         | Randers HK              | R       |
| 10 | Christina Krogshede   | 11.04.1981 (29)       | 172         | Frederiksberg IF        | O       |
| 12 | Karin Mortensen       | 26.09.1977 (33)       | 182         | Frederiksberg IF        | B       |
| 14 | Lærke Møller          | 14.01.1989 (21)       | 171         | FC Midtjylland Håndbold | O       |
| 15 | Pernille Holst Larsen | 06.09.1984 (26)       | 184         | Handball Club Odense    | R       |
| 16 | Christina Pedersen    | 15.12.1982 (28)       | 180         | Viborg HK               | B       |
| 18 | Kamilla Kristensen    | 02.09.1983 (27)       | 183         | Handball Club Odense    | O       |
| 19 | Line Jørgensen        | 31.12.1989 (21)       | 181         | FC Midtjylland Håndbold | R       |
| 22 | Trine Troelsen        | 02.05.1985 (25)       | 172         | FC Midtjylland Håndbold | R       |
| 23 | Ann Nørgaard          | 15.05.1983 (27)       | 163         | Team Tvis Holstebro     | S       |
| 24 | Berit Kristensen      | 02.08.1983 (27)       | 170         | Randers HK              | O       |
| 25 | Rikke Skov            | 07.09.1980 (30)       | 170         | Viborg HK               | R       |

### Rumunia
Trener:  Radu Voina
| Nr | Imię i nazwisko         | Data urodzenia (wiek) | Wzrost (cm) | Klub                                 | Pozycja |
| -- | ----------------------- | --------------------- | ----------- | ------------------------------------ | ------- |
| 3  | Magdalena Paraschiv     | 11.02.1982 (28)       | 163         | CS Universitatea Jolidon Cluj-Napoca | R       |
| 4  | Florina Bârsan-Chintoan | 11.02.1982 (28)       | 178         | CS Universitatea Jolidon Cluj-Napoca | O       |
| 6  | Roxana Han              | 20.05.1980 (30)       | 172         | C.S. Oltchim RM Valcea               | R       |
| 7  | Adriana Nechita-Olteanu | 14.11.1983 (27)       | 172         | C.S. Oltchim RM Valcea               | S       |
| 8  | Cristina Neagu          | 26.08.1988 (22)       | 180         | C.S. Oltchim RM Valcea               | R       |
| 9  | Aurelia Brădeanu        | 12.12.1982 (28)       | 172         | Győri ETO                            | R       |
| 10 | Ionela Stanca           | 09.01.1981 (29)       | 176         | C.S. Oltchim RM Valcea               | O       |
| 11 | Oana Manea              | 18.04.1985 (25)       | 176         | C.S. Oltchim RM Valcea               | O       |
| 13 | Cristina Vărzaru        | 05.12.1979 (31)       | 169         | Viborg HK                            | S       |
| 14 | Ada Moldovan            | 15.11.1983 (27)       | 174         | HC Dunărea Brăila                    | R       |
| 15 | Valentina Ardean-Elisei | 05.06.1982 (28)       | 171         | C.S. Oltchim RM Valcea               | S       |
| 17 | Oana Chirila-Şoit       | 03.05.1981 (29)       | 174         | Itxako Reyno de Navarra              | R       |
| 18 | Adina Fiera             | 11.08.1985 (25)       | 182         | C.S. Oltchim RM Valcea               | R       |
| 20 | Maria Tivadar           | 14.02.1982 (28)       | 178         | CS Universitatea Jolidon Cluj-Napoca | R       |
| 21 | Talida Tolnai           | 21.08.1979 (31)       | 187         | CS Universitatea Jolidon Cluj-Napoca | B       |
| 30 | Paula Ungureanu         | 30.03.1980 (30)       | 180         | C.S. Oltchim RM Valcea               | B       |
| 55 | Melinda Geiger          | 26.03.1987 (23)       | 174         | C.S. Oltchim RM Valcea               | R       |

### Hiszpania
Trener:  Jorge Dueñas
| Nr | Imię i nazwisko    | Data urodzenia (wiek) | Wzrost (cm) | Klub                    | Pozycja |
| -- | ------------------ | --------------------- | ----------- | ----------------------- | ------- |
| 1  | Cristina González  | 06.08.1983 (27)       | 179         | C.Le.Ba León            | B       |
| 3  | Andrea Barnó       | 04.01.1980 30)        | 174         | Itxako Reyno de Navarra | R       |
| 4  | Carmen Martín      | 29.05.1988 (22)       | 169         | Itxako Reyno de Navarra | S       |
| 6  | Nely Carla Alberto | 02.07.1983 (27)       | 179         | Le Havre AC Handball    | R       |
| 7  | Beatriz Fernández  | 19.03.1979 (31)       | 180         | Akaba Bera Bera         | R       |
| 8  | Verónica Cuadrado  | 08.03.1979 (31)       | 182         | BM Sagunto              | O       |
| 9  | Marta Mangué       | 23.04.1982 (27)       | 170         | Team Esbjerg            | R       |
| 10 | Macarena Aguilar   | 12.03.1985 (25)       | 170         | Itxako Reyno de Navarra | R       |
| 11 | Nuria Benzal       | 03.04.1985 (25)       | 169         | C.Le.Ba León            | R       |
| 12 | Silvia Navarro     | 20.03.1979 (31)       | 165         | Itxako Reyno de Navarra | B       |
| 13 | Jessica Alonso     | 20.09.1983 (27)       | 175         | Itxako Reyno de Navarra | S       |
| 14 | Elisabet Chávez    | 17.11.1990 (20)       | 192         | BM Sagunto              | R       |
| 17 | Elisabeth Pinedo   | 13.05.1981 (29)       | 177         | Handball Club Odense    | S       |
| 18 | Begoña Fernández   | 22.03.1980 (30)       | 183         | Itxako Reyno de Navarra | O       |
| 21 | Vanessa Amorós     | 07.12.1982 (28)       | 167         | BM Elda Prestigio       | S       |
| 25 | Nerea Pena         | 13.12.1989 (21)       | 175         | Itxako Reyno de Navarra | R       |

## Grupa B

### Rosja
Trener:  Jewgienij Triefiłow
| Nr | Imię i nazwisko        | Data urodzenia (wiek) | Wzrost (cm) | Klub                    | Pozycja |
| -- | ---------------------- | --------------------- | ----------- | ----------------------- | ------- |
| 2  | Polina Kuzniecowa      | 27.11.1981 (29)       | 185         | Zwiezda Zwenigorod      | S       |
| 4  | Anna Koczetowa         | 04.05.1987 (23)       | 176         | HC Dynamo Wołgograd     | R       |
| 11 | Olga Lewina            | 04.03.1985 (25)       | 180         | HC Dynamo Wołgograd     | R       |
| 12 | Anna Sedojkina         | 01.08.1984 (26)       | 190         | HC Dynamo Wołgograd     | B       |
| 13 | Marina Jarcewa         | 17.02.1989 (21)       | 165         | NP GK Rostów nad Donem  | S       |
| 14 | Ksenija Makiejewa      | 19.09.1990 (20)       | 186         | HC Dynamo Wołgograd     | O       |
| 16 | Maria Sidorowa         | 21.11.1979 (31)       | 178         | HC Łada Togliatti       | B       |
| 18 | Jekaterina Dawijdienko | 07.03.1989 (21)       | 184         | HC Łada Togliatti       | R       |
| 19 | Jekterina Wetkowa      | 01.08.1986 (24)       | 182         | Zwiezda Zwenigorod      | O       |
| 21 | Wiktorija Żylinskajte  | 06.03.1989 (21)       | 188         | HC Łada Togliatti       | R       |
| 24 | Oksana Koroliewa       | 17.07.1984 (26)       | 185         | Zwiezda Zwenigorod      | R       |
| 25 | Emilija Turej          | 06.10.1984 (26)       | 175         | Itxako Reyno de Navarra | S       |
| 26 | Tatiana Chmyrowa       | 06.02.1990 (20)       | 178         | HC Dynamo Wołgograd     | R       |
| 27 | Anna Sień              | 12.03.1985 (25)       | 185         | Kubań Krasnodar         | R       |
| 29 | Olga Czernoiwanienko   | 17.04.1989 (21)       | 175         | HC Łada Togliatti       | S       |
| 26 | Olga Gorszenina        | 09.11.1990 (20)       | 182         | HC Łada Togliatti       | R       |

## Grupa C

### Niemcy
Trener:  Rainer Osmann
| Nr | Imię i nazwisko    | Data urodzenia (wiek) | Wzrost (cm) | Klub                      | Pozycja |
| -- | ------------------ | --------------------- | ----------- | ------------------------- | ------- |
| 1  | Sabine Englert     | 27.11.1981 (29)       | 185         | FC Midtjylland Håndbold   | B       |
| 2  | Nadine Härdter     | 29.03.1981 (29)       | 166         | VfL Sindelfingen          | S       |
| 3  | Isabell Klein      | 28.06.1984 (26)       | 172         | Buxtehuder SV             | S       |
| 4  | Grit Jurack        | 22.10.1977 (33)       | 186         | Viborg HK                 | R       |
| 5  | Saskia Lang        | 19.12.1986 (24)       | 179         | HSG Blomberg-Lippe        | R       |
| 6  | Franziska Mietzner | 20.12.1988 (22)       | 192         | Frankfurter Handball Club | R       |
| 7  | Nina Wörz          | 14.11.1980 (30)       | 180         | Randers HK                | R       |
| 8  | Randy Bülau        | 24.11.1981 (29)       | 169         | Buxtehuder SV             | R       |
| 10 | Anna Loerper       | 18.11.1984 (26)       | 164         | TSV Bayer 04 Leverkusen   | R       |
| 12 | Katja Schülke      | 18.03.1984 (26)       | 178         | Handball-Club Leipzig     | B       |
| 13 | Natalie Augsburg   | 15.11.1983 (27)       | 176         | Handball-Club Leipzig     | S       |
| 15 | Sabrina Richter    | 10.05.1982 (28)       | 176         | HSG Blomberg-Lippe        | S       |
| 16 | Clara Woltering    | 02.03.1983 (27)       | 176         | TSV Bayer 04 Leverkusen   | B       |
| 18 | Laura Steinbach    | 02.08.1985 (25)       | 181         | TSV Bayer 04 Leverkusen   | R       |
| 20 | Anja Althaus       | 03.09.1982 (28)       | 177         | Viborg HK                 | O       |
| 22 | Susann Müller      | 26.05.1988 (22)       | 186         | SK Århus                  | R       |

### Szwecja
Trener:  Per Johansson
| Nr | Imię i nazwisko           | Data urodzenia (wiek) | Wzrost (cm) | Klub                    | Pozycja |
| -- | ------------------------- | --------------------- | ----------- | ----------------------- | ------- |
| 3  | Kristina Flognman         | 29.06.1981 (29)       | 178         | Toulon Saint Cyr Var HB | O       |
| 4  | Matilda Boson             | 04.12.1981 (29)       | 166         | Spårvägens HF           | S       |
| 6  | Therese Islas Helgesson   | 22.07.1983 (27)       | 169         | IK Sävehof              | R       |
| 8  | Jamina Roberts            | 28.05.1990 (20)       | 175         | IK Sävehof              | R       |
| 10 | Annika Wiel Fredén        | 21.08.1978 (32)       | 176         | BK Heid                 | S       |
| 12 | Gabriella Kain            | 25.03.1981 (29)       | 179         | KIF Vejen               | B       |
| 16 | Cecilia Skagerstam        | 02.09.1986 (24)       | 178         | IK Sävehof              | B       |
| 17 | Linnea Torstenson         | 30.03.1983 (27)       | 184         | FC Midtjylland Håndbold | R       |
| 18 | Johanna Wiberg            | 06.09.1983 (27)       | 184         | Eslövs IK               | O       |
| 20 | Isabelle Gulldén          | 29.06.1989 (21)       | 179         | IK Sävehof              | R       |
| 22 | Jessica Helleberg         | 20.02.1986 (24)       | 172         | IK Sävehof              | S       |
| 23 | Therese Wallter           | 01.05.1982 (28)       | 183         | Skövde HF               | O       |
| 24 | Nathalie Hagman           | 19.06.1991 (19)       | 167         | Skuru IK                | S       |
| 25 | Angelica Wallén           | 11.04.1986 (24)       | 171         | Team Esbjerg            | R       |
| 27 | Sabina Rosengren Jacobsen | 03.09.1982 (28)       | 177         | Lugi HF                 | R       |
| 31 | Anna-Maria Johansson      | 15.02.1982 (28)       | 184         | Team Esbjerg            | R       |

## Grupa D

### Węgry
Trener:  Eszter Mátéfi
| Nr | Imię i nazwisko     | Data urodzenia (wiek) | Wzrost (cm) | Klub                             | Pozycja |
| -- | ------------------- | --------------------- | ----------- | -------------------------------- | ------- |
| 6  | Orsolya Vérten      | 22.07.1982 (28)       | 170         | Győri ETO                        | S       |
| 7  | Zita Szucsánszki    | 22.05.1987 (23)       | 173         | FTC-Jógazdabank                  | R       |
| 8  | Anikó Kovacsics     | 29.08.1991 (19)       | 175         | Győri ETO                        | R       |
| 9  | Melinda Vincze      | 12.11.1983 (27)       | 173         | Alcoa FKC RightPhone             | S       |
| 10 | Anita Bulath        | 20.09.1983 (27)       | 180         | DVSC-Korvex Debreczyn            | R       |
| 11 | Valéria Szabó       | 02.03.1983 (27)       | 181         | C.S. Oltchim RM Valcea           | O       |
| 12 | Orsolya Herr        | 23.11.1984 (26)       | 176         | SYMA Váci NKSE                   | B       |
| 16 | Katalin Pálinger    | 06.12.1978 (32)       | 183         | Győri ETO                        | B       |
| 17 | Tímea Tóth          | 16.09.1980 (30)       | 182         | SYMA Váci NKSE                   | R       |
| 18 | Piroska Szamoránsky | 09.07.1986 (24)       | 171         | FTC-Jógazdabank                  | O       |
| 20 | Anett Sopronyi      | 27.11.1986 (24)       | 178         | DVSC-Korvex Debreczyn            | R       |
| 22 | Bernadett Bódi      | 09.03.1986 (24)       | 175         | Budapeszt Bank-Békéscsabai ENKSE | R       |
| 23 | Klára Szekeres      | 01.12.1987 (23)       | 186         | Budapeszt Bank-Békéscsabai ENKSE | R       |
| 27 | Szilvia Ábrahám     | 01.08.1983 (27)       | 175         | Veszprém Barabás KC              | O       |
| 83 | Mónika Kovacsicz    | 20.11.1983 (27)       | 170         | FTC-Jógazdabank                  | O       |
| 86 | Bernadett Temes     | 15.05.1986 (24)       | 177         | SYMA Váci NKSE                   | R       |
| 87 | Zsuzsanna Tomori    | 18.07.1987 (23)       | 186         | FTC-Jógazdabank                  | R       |

### Norwegia
Trener:  Thorir Hergeirsson
| Nr | Imię i nazwisko         | Data urodzenia (wiek) | Wzrost (cm) | Klub                    | Pozycja |
| -- | ----------------------- | --------------------- | ----------- | ----------------------- | ------- |
| 1  | Kari Aalvik Grimsbø     | 04.01.1985 (25)       | 180         | Team Esbjerg            | B       |
| 2  | Mari Molid              | 08.08.1990 (20)       | 172         | Byåsen IL               | R       |
| 4  | Nora Mørk               | 05.04.1991 (19)       | 168         | Larvik HK               | S       |
| 5  | Ida Alstad              | 13.06.1985 (25)       | 172         | Byåsen IL               | R       |
| 6  | Heidi Løke              | 12.12.1982 (28)       | 177         | Larvik HK               | O       |
| 7  | Tonje Nøstvold          | 07.05.1985 (25)       | 178         | FC Midtjylland Håndbold | R       |
| 8  | Karoline Dyhre Breivang | 10.05.1980 (30)       | 172         | Larvik HK               | R       |
| 10 | Gro Hammerseng          | 10.04.1980 (30)       | 180         | Larvik HK               | R       |
| 11 | Kari Mette Johansen     | 11.01.1979 (31)       | 172         | Larvik HK               | S       |
| 13 | Marit Malm Frafjord     | 25.11.1985 (25)       | 182         | Viborg HK               | O       |
| 14 | Tonje Larsen            | 26.01.1975 (35)       | 183         | Larvik HK               | R       |
| 16 | Katrine Lunde Haraldsen | 30.03.1980 (30)       | 181         | Győri ETO               | B       |
| 18 | Linn-Kristin Riegelhuth | 01.08.1984 (26)       | 176         | Larvik HK               | S       |
| 19 | Stine Bredal Oftedal    | 25.09.1991 (19)       | 178         | Stabæk Håndball         | R       |
| 20 | Tine Stange             | 14.05.1986 (24)       | 180         | Larvik HK               | R       |
| 23 | Camilla Herrem          | 08.10.1986 (24)       | 166         | Byåsen IL               | S       |